# Skała (Beskid Żywiecki)
Skała (945 m) – szczyt w Grupie Lipowskiego Wierchu i Romanki w Beskidzie Żywiecko-Orawskim. Na mapie Geoportalu nie jest podpisany jako szczyt, lecz jako polana Bisagówka. Znajduje się w bocznym, północno-zachodnim grzbiecie Romanki i jest zwornikiem dla 4 grzbietów:
- grzbiet południowo-wschodni łączący Skałę z Romanką,
- grzbiet południowo-zachodni łączący Skałę z Abrahamowem,
- grzbiet północno-zachodni z wierzchołkami Magura i Kiczora,
- grzbiet północny poprzez Juszczynkę łączący Skałę z Przyporem.

Dolinami między tymi grzbietami spływają spod Skały 4 potoki: Suchy Potok, Cięcinka, Bystrzanka i Sopotnianka. Na skale graniczy z sobą kilka miejscowości: Żabnica, Cięcina, Brzuśnik i Juszczyna – wszystkie w województwie śląskim, powiecie żywieckim.
Skała była w okresie przeludnienia Żywiecczyzny (od drugiej połowy XVIII wieku do II wojny światowej) w większości bezleśna, pokryta polami uprawnymi i pastwiskami. Po II wojnie światowej stopniowo ograniczano na nich uprawę, w latach 80. załamało się również pasterstwo. Dawne pola uprawne i pastwiska albo zalesiono, albo samorzutnie zarastają lasem. Jeszcze obecnie na mapie Geoportalu na grzbietach i zboczach Skały zaznaczone są 4 polany: Kupczykowa, Figurówka, Bisagówka i Lachowe Młaki, a na zdjęciach lotniczych tej mapy widoczne są pola zarastające lasem.
Poniżej szczytu Skały, na grzbiecie łączącym ją z Romanką znajduje się hala Słowianka, a na niej schronisko „Słowianka”. Przez szczyt Skały prowadzi znakowany szlak narciarski, a jej zboczami dwa szlaki turystyki pieszej.

## Szlaki turystyczne
Węgierska Górka – Abrahamów – „Słowianka” – hala Pawlusia – hala Rysianka (Główny Szlak Beskidzki)
 Bystra – Lachowe Młaki – „Słowianka”– Romanka
 szlak narciarski: Cięcina – Magura – Skała – „Słowianka”